# Nousseviller-lès-Bitche
Nousseviller-lès-Bitche (deutsch Nussweiler) ist eine französische Gemeinde mit 155 Einwohnern (Stand 1. Januar 2022) im Département Moselle in der Region Grand Est (bis 2015 Lothringen). Sie gehört zum Arrondissement Sarreguemines, zum Kanton Bitche und ist Teil des Naturparks Nordvogesen.

## Geografie
Der Ort liegt  sieben Kilometer nordwestlich von Bitche und elf Kilometer südlich der pfälzischen Kleinstadt Hornbach.

## Geschichte
Die älteste erhaltene Erwähnung des Ortes, als Nussiwilre, stammt von 1298. Es war ursprünglich wohl nur ein einzelner Hof. 1456 oder kurz zuvor verkaufte Susanna von Burne Nussweiler an die Herren von Lichtenberg. Zu diesem Zeitpunkt war Konrad von Ötingen Lehensnehmer von Nussweiler. Nach vollzogenem Kauf verlieh Ludwig V. von Lichtenberg ihm das Lehen erneut. Da in dem Lehen die Hoheitsrechte durch den Lehensnehmer ausgeübt wurden, war Nussweiler auch in kein Amt der Herrschaft Lichtenberg eingegliedert. Die Lehensherrschaft wechselte durch das Aussterben der Herren von Lichtenberg 1480 auf die Grafschaft Hanau-Lichtenberg und mit dem Tod des letzten Grafen von Hanau, Johann Reinhard III., 1736 auf dessen Enkel, Ludwig (IX.), später regierender Landgraf von Hessen-Darmstadt, Sohn seiner vorverstorbenen Tochter, Charlotte.
Mit der Reunionspolitik Frankreichs unter König Ludwig XIV. kam Nussweiler unter französische Oberhoheit.
Das Gemeindewappen ist redend: der Walnussbaum steht für Nussweiler. Die Muscheln sind das Symbol des Heiligen Michael, dem eine Kapelle gewidmet ist. Der rote Rahmen erinnert an die Grafschaft Bitsch, zu der Nussweiler Mitte des 17. Jahrhunderts gehörte.

### Bevölkerungsentwicklung
| Jahr                       | 1962 | 1968 | 1975 | 1982 | 1990 | 1999 | 2009 | 2019 |
| Einwohner                  | 186  | 166  | 155  | 142  | 141  | 134  | 153  | 150  |
| Quellen: Cassini und INSEE |      |      |      |      |      |      |      |      |

## Sehenswürdigkeiten

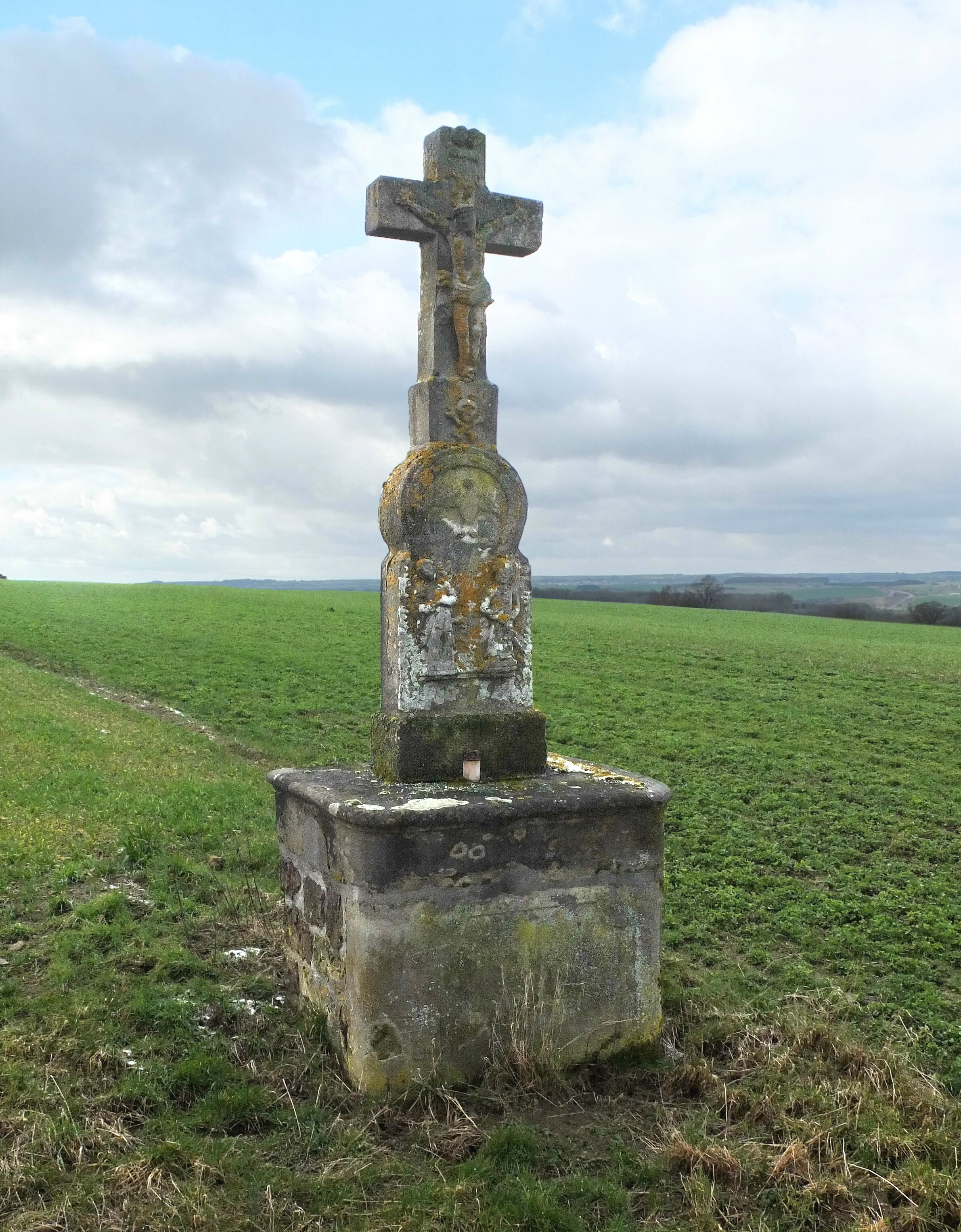
Flurkreuz

- Kapelle Saint-Michel von 1705
- mehrere Flurkreuze

## Belege
1. ↑  Eyer, S. 175.
2. ↑  Eyer, S. 207f.
3. ↑  Eyer, S. 234.
4. ↑  Wappenbeschreibung auf genealogie-lorraine.fr (französisch)